# Nomada schwarzi
Nomada schwarzi är en biart som beskrevs av Cockerell 1903. Nomada schwarzi ingår i släktet gökbin, och familjen långtungebin.

## Underarter
Arten delas in i följande underarter:
- N. s. contractula
- N. s. schwarzi